# Dag Stangnes
Dag Stangnes, född 17 mars 1963 i Tromsø, är en norsk diplomat.
Stangnes har avlagt en cand. jur.-examen och har arbetat i utrikestjänsten sedan 1991. Han var avdelningsdirektör i Utenriksdepartementet 2004–2008 samt senior rådgivare där 2012–2014 och 2018–2019. Från 2008 till 2012 var han ministerråd vid Norges ambassad i Berlin. Åren 2014–2018 var han avdelningschef vid Stortingets internationella avdelning och kommittésekreterare i utrikes- och försvarskommittén.
Sedan 2019 tjänstgör han som Norges ambassadör i Finland.

## Utmärkelser
- Storkorset av Finlands Lejons orden,  12 juni 2023[1]

[Redigera Wikidata]